# مؤيد الدين بن العلقمي
ابن العلقمي وزير الخليفة العباسي المستعصم، يعتبر من الشخصيات الخلافية في التاريخ، فبينما يعتبره مؤرخو أهل السنة بأنه رتبَ مع هولاكو قتل الخليفة واحتلال بغداد، على أمل أن يسلمه هولاكو إمارة المدينة، إلا أن هولاكو أَهانَهُ وقَتَلَهُ بعد تدمير بغداد. ويقول الزركلي عن مقتله: «وهناك روايات بأن مؤيد الدين –يعني ابن العلقمي- أهين على أيدي التتار، بعد دخولهم، ومات غما في قلة وذلة». وقد أودى سقوط بغداد كما نقل الذهبي: «وبقي السيف في بغداد بضعة وثلاثين يوما، فأقل ما قيل: قتل بها ثمان مائة ألف نفس، وأكثر ما قيل: بلغوا ألف ألف وثمان مائة ألف، وجرت السيول من الدماء، فإنا لله وإنا إليه راجعون». 
يخالفهم الشيعة في ذلك وكذا بعض الكتّاب العلمانيين ويرون أن بعض المؤرخين السنة بالغوا في تضخيم دوره بهدف تشويهه، وأن الاتهامات الموجهة إليه مختلقة وأن ابن العلقمي كان يفاوض المغول لإنقاذ بغداد من بطش المغول.

## نسبه
- هو: محمد بن أحمد بن علي العلقمي الأسدي من بني أسد بن خزيمة بن مدركة بن إلياس بن مضر بن نزار بن معد بن عدنان، أبو طالب مؤيد الدين الأسدي البغدادي، المعروف بابن العلقمي.[3]

## سيرته
قال خير الدين الزركلي في كتاب الأعلام: "ابن العَلٌقَمي (593 هـ- 656 هـ/ 1197 - 1258 م) محمد بن أحمد (أبو محمد بن محمد بن أحمد) بن علي، أبو طالب، مؤيد الدين الأسدي البغدادي، المعروف بابن العلقمي: وزير المستعصم العباسي. وصاحب الجريمة النكراء، في ممالأة "هولاكو" على غزو بغداد، في رواية أكثر المؤرخين العرب من أمثال ابن كثير وابن تغري اتهموه بالخيانة والعمالة للمغول.
إلا أن مؤرخ المغول رشيد الدين الهمذاني بين عكس ذلك في كتابه عن تاريخ هولاكو، بل على عكس ذلك أوضح أنه كان وزيراً مخلصاً حاول بنصائحه أن ينقذ ما يمكن إنقاذه في ظل خليفة كان مشغولاً باللهو وبنسائه وجواريه، وَرَّطَ بقلة فهمَّ نفسه في حرب ليس باستطاعته تحملها، وكانت نتيجتها تدمير بغداد وقتل الآلاف. وعندما حاول ابن العلقمي أن يجمع جيشاً يحارب به المغول رفض الخليفة دفع مرتبات للعساكر وبدل أن يجهز الجيش بعث لهولاكو يستفزه بقوله: «ليس من المصلحة أن يفكر الملك في قصد أسرة العباسيين. فاحذر عين السوء من الزمان الغادر». وقبل ذلك عندما قال له أن يراضي هولاكو ويعتذر له على إهانته رفض وقال له: «لا تخشَ القضاء المقبل... وحيث إنني صديق لهما (هولاكوخان ومنكوقاآن)، فلا بد أن يكونان صديقيين ومواليين لي، ورسالة الرسل غير صحيحة».
اشتغل في صباه بالأدب. وارتقى اٍلى رتبة الوزارة (سنة 642) فوليها أربعة عشر عاماً. ووثق به «المستعصم» فألقى اٍليه زمام أموره. وكان حازماً خبيراً بسياسة الملك، كاتباً فصيح الاٍنشاء. اشتملت خزانته على عشرة آلاف مجلد، وصنّف له الصّغاني «العُباب الزاخر» وصنف له ابن أبي الحديد «شرح نهج البلاغة» ونفى عنه بعض المؤرخين خبر المؤامرة على المستعصم حين أغار هولاكو على بغداد (سنة 656) واتفق أكثرهم على أنه مالأه، وولى له هولاكو الوزارة مدةً قصيرة، ومات ودُفن بمكان قريب من مشهد الإمام موسى الكاظم بن الإمام جعفر الصادق بالكاظمية ببغداد. وقد أهين مؤيد الدين على أيدي التتار، بعد دخولهم، وقد شوهد يركب دابّته ومن ورائه جنود من التتار يدفعونه، فنظرت له امرأة وقالت له (أيهٍ يابن العلقمي، أهكذا كان بنو العباس يعاملونك؟) فلم يلبث أن خرج بعدها من داره ليومين والسبب أنه مات مهموماً مغموماً.

## أقوال المؤرخين في ابن العلقمي
- جلال الدين السيوطي:

إن ابن العلقمي كاتب التتر وأطمعهم في ملك بغداد.
- أبو شامة شهاب الدين بن عبد الرحمن بن إسماعيل:

إن التتار استولوا على بغداد بمكيدة دبرت مع وزير الخليفة.
- قطب الدين اليونيني البعلبكي:

وكاتب الوزير ابن العلقمي التتر وأطمعهم في البلاد، وأرسل إليهم غلامه وسهّل عليه ملك العراق، وطلب منهم أن يكون نائبهم في البلاد، فوعدوه بذلك، وأخذوا في التجهيز لقصد العراق، وكاتبوا بدر الدين لؤلؤ صاحب الموصل في أن يسير إليهم ما يطلبونه من آلات الحرب، فسير إليهم ذلك، ولما تحقق قصدهم علم أنهم إن ملكوا العراق لا يبقون عليه، فكاتب الخليفة سراً في التحذير منهم، وأنه يعد لحربهم، فكان الوزير لا يوصل رسله إلى الخليفة ومن وصل إليه الخليفة، منهم بغير علم الوزير اطلع الخليفة وزيره على أمره..
ويتابع البعلبكي في وصف جيوش التتار الزاحفة على بغداد وبعد أن تمكنوا هزيمة الحامية الهزيلة في صد الغزو، فيقول:
فحينئذ أشار ابن العلقمي الوزير على الخليفة بمصانعة ملك التتر ومصالحته وسأله أن يخرج إليه في تقرير زواج ابنته من ابنك الأمير أبي بكر ويبقيك في منصب الخلافة كما أبقى سلطان الروم في سلطنة الروم لا يؤثر إلا أن تكون الطاعة له كما كان أجدادك مع السلاطين السلجوقية، وينصرف بعساكره عنك فتجيبه إلى هذا فإنه فيه حقن دماء المسلمين، ويمكن بعد ذلك أن يفعل ما تريد فحسن له الخروج إليه فخرج في جمع من أكابر أصحابه، فأنزل في خيمة ثم دخل الوزير فاستدعى الفقهاء والأماثل ليحضروا عقد النكاح فيما أظهره فخرجوا فقتلوا وكذلك صار يخرج طائفة بعد طائفة.
- شمس الدين الذهبي:

وأما بغداد فضعف دست الخلافة وقطعوا أخبار الجند الذين استنجدهم المستنصر، وانقطع ركب العراق، كل ذلك من عمل الوزير ابن العلقمي الرافضي جهد في أن يزيل دولة بني العباس ويقيم علوياً وأخذ يكاتب التتار ويراسلونه والخليفة غافل لا يطلع على الأمور ولا له حرص على المصلين.
- ابن شاكر الكتبي:

وأخذ يكاتب التتار إلى أن جرأ هولاكو وجره على أخذ بغداد.
- عبد الوهاب ابن تقي الدين السبكي:

يصف لنا السبكي مؤامرة ابن العلقمي في قتل الخليقة والعلماء والفقهاء واستباحة بغداد وإراقة الخمور في بيوت الله تعالى فيقول:
وقصد هولاكو بغداد من جهة البر الشرقي، ثم إنه ضرب سواراً على عسكرة وأحاط ببغداد فأشار الوزير على الخليفة بمصانعتهم وقال: أخرج أنا إليهم في تقرير الصلح، فخرج وتوثق لنفسه من التتار ورجع إلى المعتصم وقال: إن السلطان يا مولانا أمير المؤمنين قد رغب في أن يزوج بنته بابنك الأمير أبي بكر ويبقيك في منصب الخلافة كما أبقى صاحب الروم في سلطنته ولا يؤثر إلا أن تكون الطاعة له كما كان أجدادك مع السلاطين السلجوقية، ونصرف عنك بجيوشه، فمولانا أمير المؤمنين يفعل هذا فإن فيه حقن دماء المسلمين وبعد ذلك يمكننا أن نفعل ما نريد والرأي أن تخرج إليه، فخرج أمير المؤمنين بنفسه في طوائف من الأعيان إلى باب الطاغية هولاكو ولا حول ولا قوة إلا بالله العلي العظيم.
فأنزل الخليفة في خيمة ثم دخل الوزير فاستدعى الفقهاء والأماثل ليحضروا العقد فخرجوا من بغداد فضربت أعناقهم وصار كذلك يخرج طائفة بعد طائفة فتضرب أعناقهم، ثم طلب حاشية الخليفة فضرب أعناق الجميع ثم طلب أولاده فضرب أعناقهم، وأما الخليفة فقيل: إنه طلبه ليلاً وسأله عن أشياء ثم أمر به ليقتل. فقيل لـهولاكو:
إن هذا إن أريق دمه تظلم الدنيا ويكون سبب خراب ديارك، فإنه ابن عم رسول الله صلى الله عليه وسلم وخليفة الله في أرضه، فقام الشيطان المبين الحكم نصير الدين الطوسي وقال:
يقتل ولا يراق دمه وكان النصير من أشد الناس على المسلمين، فقيل:
إن الخليفة غم في بساط وقيل: رفسوه حتى مات.
ولما جاؤوا ليقتلوه صاح صيحة عظيمة، وقتلوا أمراءه عن آخرهم، ثم مدوا الجسر وبذلوا السيف ببغداد واستمر القتل ببغداد بضعاً وثلاثين يوماً، ولم ينجو إلا من اختفى، وقيل: إن هولاكو أمر بعد ذلك بعدّ القتلى فكانوا ألف ألف وثمانمائة ألف والنصف من ذلك تسعمائة ألف غير من لم يعد ومن غرق، ثم نودي بعد ذلك بالأمان فخرج من كان مختبئاً، وقد مات الكثير منهم تحت الأرض بأنواع من البلايا والذين خرجوا ذاقوا أنواع الهوان والذل ثم حفرت الدور وأخذت الدفائن والأموال التي لا تعد ولا تحصى، وكانوا يدخلون الدار فيجدون الخبيئة فيها وصاحب الدار يحلف أن له السنين العديدة فيها ما علم أن بها خبيئة، ثم طلبت النصارى أن يقع الجهر بشرب الخمر وأكل لحم الخنزير، وأن يفعل معهم المسلمون ذلك في شهر رمضان، فألزم المسلمون بالفطر في رمضان وأكل الخنزير وشرب الخمر، ودخل هولاكو إلى دار الخليفة راكباً لعنه الله، واستمر على فرسه إلى أن جاء سدة الخليفة وهي التي تتضاءل عندها الأسود ويتناوله سعد السعود كالمستهزئ بها وانتهك الحرم من بيت وغيره، وأعطى دار الخليفة لشخص من النصارى،
وأريقت الخمور في المساجد والجوامع، ومنع المسلمون من الإعلان بالأذان، فلا حول ولا قوة إلا بالله العلي العظيم،
هذه بغداد لم تكن دار كفر قط وجرى عليها هذا الذي لم يقع قط من منذ قامت الدنيا مثله، وقتل الخليفة وإن كان وقع في الدنيا أعظم منه إلا أنه أضيف له هوان الدين والبلاء الذي لم يختص بل عم سائر المسلمين.
- حسن الديار بكري:

ابن العلقمي كان قد كتب إلى هولاكو ملك التتار في الدست أنك تحضر إلى بغداد وأنا أسلمها لك. وكان قد داخل قلب اللعين الكفر، فكتب هولاكو: إن عساكر بغداد كثيرة فإن كنت صادقاً فيما قلته، وداخلاً في طاعتنا، فرّق عساكر بغداد، ونحن نحضر، فلما وصل كتابه إلى الوزير، ودخل إلى المستعصم وقال: إنك تعطي دستوراً لخمسة عشر ألف من عسكرك وتوفر معلومهم. فأجاب المستعصم لذلك، فخرج الوزير لوقته ومحا اسم من ذكر في الديوان ثم نفاهم من بغداد ومنعهم من الإقامة بها، ثم بعد شهر فعل مثل فعلته الأولى ومحا اسم عشرين ألفاً من الديوان، ثم كتب إلى هولاكو بما فعل وكان قصد الوزير بمجيء هولاكو أشياء منها:
أنه كان رافضياً خبيثاً وأراد أن ينقل الخلافة من بني العباس إلى العلويين فلم يتم له ذلك من عظم شوكة بني العباس وعساكرهم، ففكر أن هولاكو قد يقتل المستعصم وأتباعه ثم يعود لحال سبيله وقد زالت شوكة بني العباس وقد بقي هو على ما كان عليه من العظمة والعساكر وتدبير المملكة فيقوم عند ذلك بدعوة العلويين الرافضة من غير ممانع لضعف العساكر ولقوته ثم يضع السيف في أهل السنة فهذا كان قصده لعنه الله.
ولما بلغ هولاكو ما فعل الوزير ببغداد ركب وقصدها إلى أن نزل عليها وصار المستعصم يستدعي العساكر ويتجهز لحرب هولاكو، وقد اجتمع أهل بغداد وتحالفوا على قتال هولاكو وخرجوا إلى ظاهر بغداد ومضى عليهم بعساكره فقاتلوا قتالاً شديداً، وصبر كل من الطائفتين صبراً عظيماً، وكثرت الجراحات والقتلى في الفريقين إلى أن نصر الله تعالى عساكر بغداد وانكسر هولاكو أقبح كسرة وساق المسلمون خلقهم وأسروا منهم جماعة وعادوا بالأسرى ورؤوس القتلى إلى ظاهر بغداد ونزلوا بخيمهم مطمئنين بهروب العدو، فأرسل الوزير ابن العلقمي في تلك الليلة جماعة من أصحابه فقطعوا شط دجلة فخرج على عساكر بغداد وهم نائمون فغرقت مواشيهم وخيامهم وأموالهم وصار السعيد منهم من لقي فرساً يركبها، وكان الوزير قد أرسل إلى هولاكو يعرفه بما فعل ويأمره بالرجوع إلى بغداد فرجعت عساكره إلى بغداد وبذلوا فيها السيف.